# Isla Shangchuan
La isla Shangchuan (en chino, 上 川岛; pinyin, Shàngchuāndǎo), también transcrita como Sanchón, Schangschwan, Sancian, Sancion, Sanchão, Chang-Chuang, y conocida a veces como la isla de San Juan, es una isla situada en aguas del mar de la China Meridional, frente a la costa del sur de China, parte de la provincia de Guangdong. Su nombre deriva de la expresión portuguesa São João (san Juan, en portugués). Situada a 14 km de tierra firme, es la isla más grande de la provincia después de que la isla de Hainan fuera separada de Guangdong para convertirse en provincia en 1988. Su población es de 16 320 habitantes.
Es conocida en la historia por haber sido el lugar de la muerte de San Francisco Javier.
Administrativamente, la localidad de Shangchuan (上 川镇) es una de las 20 divisiones de la prefectura de Taishan.

## Historia
La isla Shangchuan fue una de las primeras bases establecidas por los portugués en la costa de China durante el siglo XVI. Abandonaron esta base después de que el gobierno ming diera su consentimiento para una base comercial permanente y oficial portuguesa en Macao en 1557.
San Francisco Javier, jesuita misionero católico navarro, murió aquí el 3 de diciembre de 1552, en su camino a Guangzhou, sin haber llegado a la parte continental.

## Geografía
La isla está aislada del continente desde la última edad de hielo. Se encuentra cerca de la Isla Xiachuan, que está al oeste de Shangchuan.
La ciudad cubre la isla principal Shangshuan, así como 12 islotes. El área total de la ciudad es 156,7 km². Pero la isla Shangshuan tiene una superficie de 137,3 km². La isla tiene una costa de 217 km de longitud.
Las ciudades son:
- Dalangwan
- Shadi (沙堤), un puerto pesquero en la costa suroeste.